# 현대미술초대전
현대미술초대전(現代美術招待展)은 1982년 국전을 폐지하면서 신인공모전인 대한민국미술대전과 더불어 신설된 기성작가를 위한 미술전람회이다. 이 미전은 1983년도까지는 과거의 추천작가 및 초대작가를 중심으로 작품을 선정하였으며, 1984년 이후에는 2년 동안의 작품활동 실적을 토대로 초청하며 36세 이상을 대상작가로 하였다. 제1회전은 1982년 7월 20일부터 8월 8일까지 국립현대미술관 서관(西館)에서 열렸는데 현역 기성작가 188명이 출품하였다. 출품분야는 조각·공예·서예 부문이었다. 1983년도에는 한국화·서양화 부문의 전시회가 3월 한달 동안 열렸다. 그리고 격년제로 실시하기로 한 것을 1984년부터 매년 1회씩 열기로 하였다. 1989년 제8회전이 8월 2일부터 8월 31일까지 국립현대미술관에서 열렸다.